# Fenfluramine
 (juillet 2025).
La fenfluramine (3-trifluorométhyl-N-éthylamphétamine, nom de marque ”Pondéral”, "Fintepla") est une substance active médicamenteuse aux propriétés anorexigènes qui agit directement sur les structures nerveuses centrales régulant le comportement alimentaire par le biais de la sérotonine. C'est un racémique de deux énantiomères, la dexfenfluramine (Isoméride) et la lévofenfluramine (en).
Bénéficiant d'une autorisation de mise sur le marché (AMM) en Europe dès 1965, elle obtint son AMM aux États-Unis en 1973. Elle fut très largement prescrite avant d'être retirée du marché américain et français, en septembre 1997, après l'annonce d'effets secondaires graves (valvulopathies cardiaques et hypertension artérielle pulmonaire) provoqués par ces deux substances (parfois en association avec la phentermine dans le cadre du traitement contre le surpoids dit Fen-phen (en)), tandis que son efficacité était revue à la baisse.

Des procédures judiciaires s'ensuivirent : très nombreuses aux États-Unis et au Canada, où des class-actions eurent lieu, elles seront très rares en France. Cependant il y aura, pour l'énantiomère S de la fenfluramine, commercialisé sous la marque Isoméride, une « affaire de l'Isoméride », qui a laissé une trace dans la jurisprudence.
Le fenfluramine est utilisé de nouveau depuis 2023 en France, comme traitement adjuvant de l'épilepsie dans le syndrome de Dravet et le syndrome de Lennox-Gastaut. Le traitement se fait sous étroite surveillance au vu des effets indésirables.

## Historique
En 1918, Thomas B. Osborn et Lafayette Mendel (en) constataient que les animaux sauvages ne devenaient jamais obèses. De là datent les recherches pour trouver des substances commandant l'appétit. Si l'action anorexigène de l'amphétamine chez l'homme fut démontrée dès 1939, c'est dans les années 1960 que de nombreux médicaments anorexigènes virent le jour. On leur connaissait comme effets secondaires un phénomène d'addiction possible, ainsi que la création de psychoses.
En 1959, Paul Craig et Charles Zirkle (Smith Kline & French Laboratories) déposent une demande de brevet aux États-Unis couvrant la norfenfluramine (pour ses propriétés anorexigènes). Le brevet sera délivré également en France, Belgique et Grande-Bretagne.

En 1960, Albert Weissman et al. publient au congrès de la Société américaine de pharmacologie et de thérapeutique sur la norfenfluramine. Sa pharmacologie se caractérise par un effet anorexigène sans stimulation notable du système nerveux central. Les auteurs ont conclu que la fenfluramine conserve les propriétés anoréxigène de l'amphétamine sans produire de stimulation comportementale concomitante.

En 1961, Laszlo Beregi et al. (groupe Servier)[source insuffisante] déposent une demande de brevet aux États-Unis couvrant la fenfluramine et des molécules apparentées (pour leurs propriétés anorexigènes). Le brevet sera délivré également en France, Pays-Bas et Grande-Bretagne.

En 1974, Goudie et al. (Psychopharmacologia) confirment chez le rat les propriétés anorexigènes de la norfenfluramine ; ils concluent qu’une partie au moins des effets de la fenfluramine est due à celle de son métabolite principal qui est la norfenfluramine.

La fenfluramine a pu être expérimentée comme traitement d'autres troubles et notamment de l'autisme infantile. En 1996, l'utilité de cette médication semblait incertaine. Elle a néanmoins été très largement prescrite dans les populations d’enfants autistes aux États-Unis. D'ailleurs, après le retrait du marché du Redux pour le traitement de l'obésité, les laboratoires Wyeth-Ayerst eurent des conversations informelles avec la FDA en vue d'une éventuelle indication autorisée du Redux pour certains troubles psychiatriques dont l'autisme.
Elle a par ailleurs une certaine efficacité dans un type particulier d'épilepsie de l'enfant, le syndrome de Dravet.

## Mode d'action
Il s'agit d'un agoniste des récepteurs sérotoninergiques 5-HT2C (en) par l'intermédiaire de son métabolite, la norfenfluramine. Ce dernier active également le récepteur 5-HT2B (en), provoquant l'hypertension artérielle pulmonaire par ce biais.

## Lien avec l'Isoméride
La dexfenfluramine (Isoméride) est l'isomère dextrogyre de la fenfluramine (laquelle est un racémique) ; c'est l'énantiomère S.
En 1964, Laszlo Beregi et al. (groupe Servier)[source insuffisante] déposent une demande de brevet aux États-Unis couvrant la dexfenfluramine (près de 3 fois plus anorexigène que l'isomère lévogyre). Un brevet sera également délivré en France.

On connaissait certains effets indésirables de la fenfluramine, que l'on a imputés à l'isomère lévogyre. Aussi, quand les laboratoires Servier mettent au point un procédé pour séparer la forme lévogyre de la forme dextrogyre (dexfenfluramine), un traitement médicamenteux de l'obésité semble possible. Surtout, l'isomère va faire l'objet d'une protection par de nouveaux brevets.

Richard Wurtman, qui avait découvert une régulation du métabolisme des glucides par la sérotonine, étudie la dexfenfluramine avec sa femme Judith Wurtman. Soutenus par le National Institute of Health dans le cadre du département des sciences cognitives et du cerveau du MIT, leurs découvertes conduisent au dépôt d'une demande de brevet en 1980, que le MIT est d'abord incapable d'exploiter, faute de trouver une entreprise américaine intéressée.
En 1981, le MIT passe un accord de licence avec les laboratoires Servier, afin de commercialiser la dexfenfluramine comme traitement de l'obésité. Les laboratoires Servier n'étant alors pas implantés aux États-Unis, le MIT et les Wurtman fondèrent en 1988 ou 1989 la société Interneuron Pharmaceutical Inc.  afin de produire la dexfenfluramine sous le nom de Redux. En 1991, Interneuron entreprend, en vain, des démarches auprès de l'administration américaine afin de soustraire la fenfluramine et ses isomères de la liste des substances contrôlées.

## Lien avec le Mediator
Fin 2010 éclatait publiquement, après plusieurs années d'inquiétudes (années 1990) puis d'alertes (années 2000), le scandale du Mediator, molécule faisant également partie de la famille des fenfluramines.
Le benfluorex (Mediator), la fenfluramine et la dexfenfluramine sont métabolisés dans l'organisme en norfenfluramine ; celle-ci serait responsable des propriétés anorexigènes de ces médicaments, mais aussi de leurs effets indésirables (valvulopathies et HTAP),.